# Taxiphyllum assimile
Taxiphyllum assimile là một loài Rêu trong họ Hypnaceae. Loài này được (Broth. ex Iisiba) Sakurai miêu tả khoa học đầu tiên năm 1950.